# Distretto di Rainy River
Il distretto di Rainy River è un distretto dell'Ontario in Canada, nella regione dell'Ontario nordoccidentale. Al 2006 contava una popolazione di 21.564 abitanti. Il suo capoluogo è Fort Frances.